# 東非時間
| 黑色 | UTC-1︰佛得角時間                                            |
| 绿色 | UTC︰欧洲西部时间 · 格林尼治標準時間                         |
| 蓝色 | UTC+1︰欧洲中部时间 · 西非時間 · 欧洲西部夏令时间            |
| 紅色 | UTC+2︰欧洲东部时间 · 中非時間 · 西非夏令時間 · 南非標準時間 |
| 黃色 | UTC+3︰欧洲东部夏令时间 · 東非時間                           |
| 灰色 | UTC+4︰毛里裘斯時間 · 塞舌爾時間                             |

东非时间是一个用于东非的时区。因为这个地区靠近赤道，一年之中白天长短变化不明显，所以没有实行夏令时。
下列国家使用东非时间：
- 衣索比亞
- 马达加斯加
- 坦桑尼亚
- 乌干达